# Liste des médaillés aux Jeux olympiques d'hiver de 1968
Cet article liste les athlètes ayant remporté une médaille aux Jeux olympiques d'hiver de 1968 à Grenoble en France du 6 au 18 février 1968.

## Biathlon
| Épreuves         | Or                                                                                     | Argent                                                   | Bronze                                                                 |
| ---------------- | -------------------------------------------------------------------------------------- | -------------------------------------------------------- | ---------------------------------------------------------------------- |
| Hommes           |                                                                                        |                                                          |                                                                        |
| 20 km individuel | Magnar Solberg (NOR)                                                                   | Alexandre Tikhonov (URS)                                 | Vladimir Gundartsev (URS)                                              |
| Relais 4×7,5 km  | Union soviétique Vladimir Gundartsev Viktor Mamatov Nikolay Puzanov Alexandre Tikhonov | Norvège Jon Istad Olav Jordet Magnar Solberg Ola Wærhaug | Suède Lars-Göran Arwidson Tore Eriksson Holmfrid Olsson Olle Petrusson |

## Bobsleigh
| Épreuves     | Or                                                                     | Argent                                                              | Bronze                                                    |
| ------------ | ---------------------------------------------------------------------- | ------------------------------------------------------------------- | --------------------------------------------------------- |
| Hommes       |                                                                        |                                                                     |                                                           |
| Bob à deux   | Italie Luciano de Paolis Eugenio Monti                                 | Allemagne de l'Ouest Pepi Bader Horst Floth                         | Roumanie Nicolae Neagoe Ion Panturu                       |
| Bob à quatre | Italie Mario Armano Luciano de Paolis Eugenio Monti Roberto Zandonella | Autriche Reinhold Durnthaler Josef Eder Herbert Gruber Erwin Thaler | Suisse Hans Candrian Walter Graf Willi Hofmann Jean Wicki |

## Combiné nordique
| Épreuves   | Or                 | Argent            | Bronze             |
| ---------- | ------------------ | ----------------- | ------------------ |
| Hommes     |                    |                   |                    |
| Individuel | Franz Keller (RFA) | Alois Kälin (SUI) | Andreas Kunz (RDA) |

## Hockey sur glace
| Épreuves         | Or | Argent | Bronze |
| ---------------- | --- | --- | --- |
| Tournoi masculin | Union soviétique Veniamin Aleksandrov Viktor Blinov Vitaly Davydov Anatoly Firsov Anatoli Ionov Viktor Konovalenko Viktor Kuzkin Boris Mayorov Ievgueni Michakov Iouri Moïsseïev Viktor Polupanov Aleksandr Ragouline Igor Romishevsky Viatcheslav Starchinov Vladimir Vikulov Oleg Zaytsev Ievgueni Zimine Viktor Zinger | Tchécoslovaquie Josef Černý Vladimír Dzurilla Jozef Golonka Jan Havel Petr Hejma Jiří Holík Josef Horešovský Jan Hrbatý Jaroslav Jiřík Jan Klapáč Jiří Kochta Oldřich Machač Karel Masopust Vladimír Nadrchal Václav Nedomanský František Pospíšil František Ševčík Jan Suchý | Canada Roger Bourbonnais Ken Broderick Ray Cadieux Paul Conlin Gary Dineen Brian Glennie Ted Hargreaves Fran Huck Marshall Johnston Barry MacKenzie Bill MacMillan Steve Monteith Morris Mott Terry O'Malley Danny O'Shea Gerry Pinder Herb Pinder Wayne Stephenson |

## Luge
| Épreuves | Or                                             | Argent                              | Bronze                                               |
| -------- | ---------------------------------------------- | ----------------------------------- | ---------------------------------------------------- |
| Hommes   |                                                |                                     |                                                      |
| Simple   | Manfred Schmid (AUT)                           | Thomas Köhler (RDA)                 | Klaus Bonsack (RDA)                                  |
| Double   | Allemagne de l'Est Klaus Bonsack Thomas Köhler | Autriche Manfred Schmid Ewald Walch | Allemagne de l'Ouest Fritz Nachmann Wolfgang Winkler |
| Femmes   |                                                |                                     |                                                      |
| Simple   | Erika Lechner (ITA)                            | Christa Schmuck (RFA)               | Angelika Dünhaupt (RFA)                              |

## Patinage artistique
| Épreuves   | Or                                                 | Argent                                          | Bronze                                                 |
| ---------- | -------------------------------------------------- | ----------------------------------------------- | ------------------------------------------------------ |
| Hommes     |                                                    |                                                 |                                                        |
| Individuel | Wolfgang Schwarz (AUT)                             | Timothy Wood (USA)                              | Patrick Pera (FRA)                                     |
| Femmes     |                                                    |                                                 |                                                        |
| Individuel | Peggy Fleming (USA)                                | Gabriele Seyfert (RDA)                          | Hana Mašková (TCH)                                     |
| Mixte      |                                                    |                                                 |                                                        |
| Couples    | Union soviétique Ludmila Belousova Oleg Protopopov | Union soviétique Tatiana Zhuk Aleksandr Gorelik | Allemagne de l'Ouest Margot Glockshuber Wolfgang Danne |

## Patinage de vitesse
| Épreuves | Or                      | Argent                                        | Bronze                 |
| -------- | ----------------------- | --------------------------------------------- | ---------------------- |
| Hommes   |                         |                                               |                        |
| 500 m    | Erhard Keller (RFA)     | Richard McDermott (USA) Magne Thomassen (NOR) | -                      |
| 1 500 m  | Cornelis Verkerk (NED)  | Ivar Eriksen (NOR) Ard Schenk (NED)           | -                      |
| 5 000 m  | Fred Anton Maier (NOR)  | Cornelis Verkerk (NED)                        | Petrus Nottet (NED)    |
| 10 000 m | Johnny Höglin (SWE)     | Fred Anton Maier (NOR)                        | Örjan Sandler (SWE)    |
| Femmes   |                         |                                               |                        |
| 500 m    | Lyudmila Titova (URS)   | Jennifer Fish (USA) Mary Meyers (USA)         | -                      |
| 1 000 m  | Carolina Geijssen (NED) | Lyudmila Titova (URS)                         | Dianne Holum (USA)     |
| 1 500 m  | Kaija Mustonen (FIN)    | Carolina Geijssen (NED)                       | Christina Kaiser (NED) |
| 3 000 m  | Johanna Schut (NED)     | Kaija Mustonen (FIN)                          | Christina Kaiser (NED) |

## Saut à ski
| Épreuves       | Or                        | Argent                 | Bronze              |
| -------------- | ------------------------- | ---------------------- | ------------------- |
| Hommes         |                           |                        |                     |
| Petit tremplin | Jiří Raška (TCH)          | Reinhold Bachler (AUT) | Baldur Preiml (AUT) |
| Grand tremplin | Vladimir Belooussov (URS) | Jiří Raška (TCH)       | Lars Grini (NOR)    |

## Ski alpin
| Épreuves | Or                       | Argent              | Bronze                     |
| -------- | ------------------------ | ------------------- | -------------------------- |
| Hommes   |                          |                     |                            |
| Descente | Jean-Claude Killy (FRA)  | Guy Périllat (FRA)  | Jean-Daniel Dätwyler (SUI) |
| Géant    | Jean-Claude Killy (FRA)  | Willy Favre (SUI)   | Heinrich Messner (AUT)     |
| Slalom   | Jean-Claude Killy (FRA)  | Herbert Huber (AUT) | Alfred Matt (AUT)          |
| Femmes   |                          |                     |                            |
| Descente | Olga Pall (AUT)          | Isabelle Mir (FRA)  | Christl Haas (AUT)         |
| Géant    | Nancy Greene (CAN)       | Annie Famose (FRA)  | Fernande Bochatay (SUI)    |
| Slalom   | Marielle Goitschel (FRA) | Nancy Greene (CAN)  | Annie Famose (FRA)         |

## Ski de fond
| Épreuves         | Or                                                                | Argent                                                              | Bronze                                                                  |
| ---------------- | ----------------------------------------------------------------- | ------------------------------------------------------------------- | ----------------------------------------------------------------------- |
| Hommes           |                                                                   |                                                                     |                                                                         |
| 15 km classique  | Harald Grønningen (NOR)                                           | Eero Mäntyranta (FIN)                                               | Gunnar Larsson (SWE)                                                    |
| 30 km classique  | Franco Nones (ITA)                                                | Odd Martinsen (NOR)                                                 | Eero Mäntyranta (FIN)                                                   |
| 50 km classique  | Ole Ellefsæter (NOR)                                              | Vyacheslav Vedenin (URS)                                            | Josef Haas (SUI)                                                        |
| Relais 4 × 10 km | Norvège Ole Ellefsæter Harald Grønningen Odd Martinsen Pål Tyldum | Suède Bjarne Andersson Jan Halvarsson Gunnar Larsson Assar Rönnlund | Finlande Eero Mäntyranta Kalevi Laurila Kalevi Oikarainen Hannu Taipale |
| Femmes           |                                                                   |                                                                     |                                                                         |
| 5 km classique   | Toini Gustafsson (SWE)                                            | Galina Kulakova (URS)                                               | Alevtina Kolchina (URS)                                                 |
| 10 km classique  | Toini Gustafsson (SWE)                                            | Berit Mørdre Lammedal (NOR)                                         | Inger Aufles (NOR)                                                      |
| Relais 3 × 5 km  | Norvège Inger Aufles Babben Enger Damon Berit Mørdre Lammedal     | Suède Toini Gustafsson Barbro Martinsson Britt Strandberg           | Union soviétique Rita Achkina Alevtina Kolchina Galina Kulakova         |

## Sportifs les plus médaillés
| Rang | Athlète                 | Sport       | Médaille d'or, Jeux olympiques | Médaille d'argent, Jeux olympiques | Médaille de bronze, Jeux olympiques | Total |
| ---- | ----------------------- | ----------- | ------------------------------ | ---------------------------------- | ----------------------------------- | ----- |
| 1    | Jean-Claude Killy (FRA) | Ski alpin   | 3                              | 0                                  | 0                                   | 3     |
| 2    | Toini Gustafsson (SWE)  | Ski de fond | 2                              | 1                                  | 0                                   | 3     |
| 3    | Eero Mäntyranta (FIN)   | Ski de fond | 0                              | 1                                  | 2                                   | 3     |